# Велика Обухівка
Вели́ка Обу́хівка (стара назва Обухівка) — село в Україні, у Великосорочинській сільській громаді Миргородського району Полтавської області. Населення — 695 осіб (2001). Колишній орган місцевого самоврядування — Великообухівська сільська рада.

## Географія
Село Велика Обухівка розташоване на правому березі річки Псел, вище за течією на відстані 1 км розташоване село Мала Обухівка, нижче за течією на відстані 4 км розташоване село Савинці. По селу протікає пересихаючий струмок з загатою. Річка в цьому місці звивиста, утворює лимани, стариці і заболочені озера.
На південь від села розташований ботанічний заказник «Великий і Малий ліс».

## Історія
- У XVIII — XIX століттях село Обухівка була родовим маєтком роду Капністів.

Село постраждало внаслідок геноциду українського народу, проведеного урядом СРСР 1921—1933 та 1946—1947.

### Славетний рід з Обухівки

Пам'ятник В. В. Капністу, 2008

У XVIII—XIX ст.ст. тодішня Обухівка була родовим маєтком Капністів. Тут же, зокрема, народився, виріс, бував наїздами, жив після відставки і помер відомий український поет, драматург і громадський діяч Василь Капніст (*1758—†1823), дипломати Петро та Дмитро Капністи.
У листопаді 2008 року в селі відбулися урочистості з нагоди відкриття пам'ятника В. В. Капністу, спорудженого за сприяння заснованого в 2007 році нащадками давнього роду Капністів «іменного» фонду, а також районної та обласної влади.
В фамільному склепі у Великій Обухівці похована заслужена артистка України Марія Капніст, в'язень концтаборів ГУЛАГ СРСР.

## Економіка
- «ВЕЛИКООБУХІВСЬКЕ», аграрне орендне ПП.

## Об'єкти соціальної сфери
- Школа.
- Філія історико-краєзнавчого музею.

## Постаті
- Паламарчук Василь Васильович (1981—2024) — український письменник, юрист, військовослужбовець.